# Renate Ohr

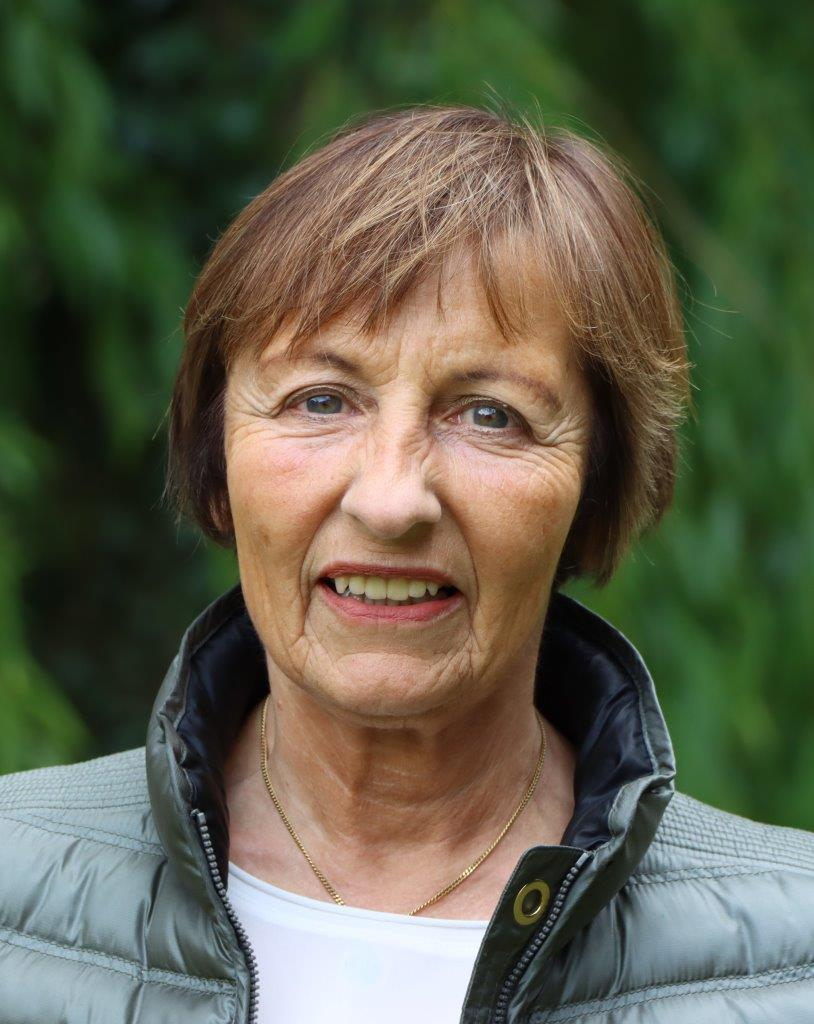
Renate Ohr, 2020

Renate Ohr (* 12. Juli 1953 in Ludwigshafen am Rhein) ist eine deutsche Volkswirtin. Sie ist Professorin der Georg-August-Universität Göttingen, seit 2017 im Ruhestand.

## Leben
Renate Ohr wuchs in Neustadt an der Weinstraße auf. Nach dem Abitur am dortigen Leibniz-Gymnasium studierte sie ab 1971 an der Universität Mainz Volkswirtschaft und Jura (Abschluss als Diplom-Volkswirt 1976). Nach ihrer Promotion im Jahr 1979 an der Universität Essen und erfolgter Habilitation im Jahr 1986 an der Ruhr-Universität Bochum war sie zunächst ein Jahr als Professorin für Volkswirtschaftstheorie an der Universität Kiel tätig, um dann von 1988 bis 2000 den Lehrstuhl für Außenwirtschaft an der Universität Hohenheim (Stuttgart) zu übernehmen. In dieser Zeit war sie auch mehrmals als Gastdozentin an der Universität Innsbruck tätig. Von 2000 bis 2016 war Renate Ohr Inhaberin eines Lehrstuhls für Wirtschaftspolitik an der Universität Göttingen. Von 2000 bis 2009 war sie außerdem Direktorin des dortigen Centrums für Europa-, Governance- und Entwicklungsforschung (cege). Seit 2012 ist sie gewähltes ordentliches Mitglied der Niedersächsischen Akademie der Wissenschaften zu Göttingen.

## Euro-Kritik
1992 war Renate Ohr, zusammen mit Wolf Schäfer, Initiatorin des eurokritischen Manifests Die währungspolitischen Beschlüsse von Maastricht: Eine Gefahr für Europa und 1998 Mitinitiatorin eines Manifests von mehr als 160 Professoren gegen eine zu frühe Einführung des Euro.
An ihrer Professur wurde der EU-Integrationsindex entwickelt.

## Heimtierstudien
Renate Ohr hat 2014 eine Heimtierstudie veröffentlicht, in der erstmals alle Ausgaben/Umsätze geschätzt wurden, die in direktem oder indirektem Zusammenhang mit der Heimtierhaltung in Deutschland anfallen. Damit sollten der gesamtwirtschaftliche Stellenwert der Heimtiere (Hunde, Katzen, Kleintiere) und ihre Bedeutung für Produktion, Wertschöpfung und Beschäftigung in Deutschland quantifiziert werden. 2019 erfolgte eine Aktualisierung und Erweiterung zur „Heimtierstudie 2019: Ökonomische und soziale Bedeutung der Heimtierhaltung in Deutschland“, in die auch eine Online-Umfrage von 5.290 Hunde- und Katzenhaltern eingegangen ist.

## Mitgliedschaften
- 2005–2009 Vorsitzende des Wirtschaftspolitischen Ausschusses des Vereins für Socialpolitik
- 2004–2012 gewähltes Mitglied im DFG-Fachkollegium „Wirtschaftswissenschaften“
- 2016–2022 Mitglied im Wissenschaftlichen Direktorium des IEP (Institut für Europäische Politik), Berlin

## Schriften (Auswahl)
- Different Efforts in European Economic Integration: Implications of the EU Index. Journal of Common Market Studies, Vol. 51, Issue 6, 2013, S. 1074–1090 (zusammen mit Jörg König).
- Europäische Integration, UTB, München 2013, ISBN 978-3-8252-3952-7.
- Wie viel Euro braucht Europa?, in: Aus Politik und Zeitgeschichte, 62. Jg., Heft 13/2012, S. 23–28.
- The Right of Withdrawal in the Treaty of Lisbon: A game theoretic reflection on different decision-processes in the EU, European Journal of Law and Economics, Vol. 32, 2011, S. 357–375 (zusammen mit Susanne Lechner).
- Falsche Anreize in der Währungsunion – eine Gefahr für die Europäische Union, in: Wirtschaftsdienst, 91. Jg., 2011, S. 370–375.
- Internationale Währungsbeziehungen. Entwicklungstrends, Krisenpotenziale und wirtschaftspolitische Optionen, Schriftenreihe „Zukunft der Marktwirtschaft“ Bd. 2, Frankfurt a. M. 2001.
- International Economic Integration, Herausg. Franz Peter Lang und Renate Ohr (Physica-Verlag, Heidelberg 1995), mit Jürgen Ensthaler, Franz Heidhues, Gerhard Rübel, Wolf Schäfer, Theresia Theurl und M.A.G. van Meerhaeghe.
- Budgetpolitik in offenen Volkswirtschaften, Duncker & Humblot, Berlin 1987. (Besprochen in: Jahrbücher für Nationalökonomie und Statistik, Vol. 211, 1993, S. 572 ff.). Habilitationsschrift.
- Internationale Interdependenz nationaler Geld- und Gütermärkte bei flexiblen Wechselkursen, Schriftenreihe des HWWA-Instituts für Wirtschaftsforschung, Verlag Weltarchiv, Hamburg 1980. Dissertationsschrift.